# Marija Borodakova
Marija Vladomirovna Borodakova (in russo Мария Владимировна Бородакова?; Nižnij Novgorod, 8 marzo 1986) è un'ex pallavolista russa, nel ruolo di centrale.

## Carriera

### Club
La carriera di Marija Borodakova, conosciuta fra il 2008 ed il 2012 con il cognome Borisenko, inizia nel 2001 nello Stinol, con cui disputa tre campionati prima di passare, per la stagione 2004-05, alla Dinamo Mosca, con la quale conquista tre scudetti in cinque annate.
Per l'annata 2009-10 si trasferisce all'Eczacıbaşı nella Voleybol 1. Ligi turca, mentre nella stagione seguente torna in Russia, ingaggiata dalla Dinamo-Kazan, di cui riveste il ruolo di capitano dalla stagione 2011-12, con cui vince due volte la Coppa di Russia e cinque volte lo scudetto, oltre a una Champions League e un campionato mondiale per club; si ritira al termine dell'annata 2015-16.

### Nazionale
Nel 2005 riceve le prime convocazioni in nazionale, con cui vince la medaglia di bronzo al campionato europeo. Nell'estate successiva vince invece la medaglia d'argento al World Grand Prix e si aggiudica l'oro al campionato mondiale. Dopo aver conquistato un altro argento al World Grand Prix 2009, si conferma campionessa del mondo bissando l'oro al campionato mondiale 2010.
Indossa per l'ultima volta la maglia della nazionale russa al World Grand Prix 2013.

## Palmarès

### Club
- Campionato russo: 8

2005-06, 2006-07, 2008-09, 2010-11, 2011-12, 2012-13, 2013-14, 2014-15
- Coppa di Russia: 2

2010, 2012
- Campionato mondiale per club: 1

2014
- Champions League: 1

2013-14

### Nazionale (competizioni minori)
- Trofeo Valle d'Aosta 2008
- Universiade 2013

### Premi individuali
- 2006 - Top Teams Cup: Miglior muro
- 2011 - Coppa di Russia: Miglior muro
- 2012 - Champions League: Miglior muro
- 2012 - Coppa di Russia: Miglior muro